# カザフスタンの交通
270万km2というカザフスタンの広大な領土と低い人口密度、産業と農業の中心地の解離、世界市場から遠くはなれていることから、カザフスタンにおいてより進んだ交通網の保有は喫緊の課題となっている。

## 鉄道
カザフスタンにおいて鉄道交通は非常に重要である。カザフスタン鉄道の総延長は産業用線路を除き、国内の全貨物の68%と旅客輸送全体の57%以上を占める15,079kmとなっている。
15,079km - 1520mmの広軌 (4,000kmは電化済) (2008)
カザフスタン鉄道 (KTZ) はカザフスタンの国営鉄道会社である。
カザフスタンの鉄道網はソビエト連邦時代に設計されたものであるため、鉄道網はソビエト連邦内の共和国間の境界を無視して設計されている。これはオラルからアクトベまでのルートにおいて、現在はロシア領土を通過するという異常事態を引き起こしている。これは同時に、鉄道網が現代のカザフスタンの需要に沿っていないことも意味している。

### 隣国との鉄道接続
- ロシア - 同ゲージ (旧ソビエト連邦のシステムを使用)
- 中国 - 異ゲージ 1520mm/1435mm; ドストゥク駅, KZ - 阿拉山口駅, CN, 北疆線に接続; アルティンコリ駅, KZ - コルガス駅, CN 精伊霍線に接続
- キルギス - 同ゲージ (旧ソビエト連邦のシステムを使用)
- ウズベキスタン - 同ゲージ (旧ソビエト連邦のシステムを使用)
- トルクメニスタン - 同ゲージ (旧ソビエト連邦のシステムを使用) (ウズベキスタンを介したルートのみで直接接続しているわけではないが、トルクメニスタンに直接接続してイランまでを結ぶ路線の建設が提案されている[2])

- カスピ海 - 終点 1520mm

2015年までのカザフスタンの交通網開発戦略によれば、1600kmの新路線の建設と2700kmの既存鉄道駅の電化が予定されている。

### 地図
- 国際連合による地図
- reliefwebによる地図

### タイムライン

#### 2008
- ジェティゲンから中国国境にある霍爾果斯口岸までのBOOTライン[3]の建設計画が提出された。この路線は沙泉子付近の既存路線からの支線となる予定である。

#### 2007
- カザフスタンの主要路線からヨーロッパのゲージに変更することでドストゥク・阿拉山口間においてゲージのズレが生じている区間を修正する提案がなされた。

#### 2006
- 中国からヨーロッパまでの標準ゲージでリンクさせる提案がなされた[4]。

## 地下鉄と路面電車

### アルマトイ
アルマトイには合計距離8.56kmの小規模なアルマトイ地下鉄1号線が存在する。また、将来的には地下鉄の路線は3つまで増やす予定である。2号線は1号線とアラタウやツィベク・ツォリ駅で接続する予定である。
2011年5月、アルマトイ地下鉄1号線建設第2段階が開始された。建設を受注したゼネコンはアルマトイメトロクリリスだった。現在路線延長プロジェクトにおいて300m以上のトンネルが建設されている。この路線拡大には5つの新駅建設が含まれており、アルマトイのダウンタウンエリアと郊外のカルカマンを結び、路線の総延長は8.62kmとなる予定である。
建設は3つの段階にわかれている。第1段階（現段階）ではサイランとモスクワ二つの地下鉄駅、総延長2.7kmの開通を予定している。詳細はアルマトイ地下鉄を参照のこと。
1937年に開通したアルマトイ市電は地下鉄の建設に伴い、2010年までに10路線の内8路線が閉鎖され2路線（合計距離は23km）へ規模を縮小。残った2路線も2015年以降は無期限休止。

### アスタナ
アスタナ地下鉄は中国中鉄など中国の企業によって2017年5月に建設を開始した。

### オスケメン
オスケメンの路面電車は1959年から1978年までの間に開通し、オスケメン（ウスト・カメノゴルスク）において最も利用されている公共交通機関となっている。一時は最大6路線まで運行されていたが、現在は4路線にまで減少しており、50台の車輌が使用されている。

### パヴロダル
パヴロダルには86kmのトラム路線がある。このトラムは1965年に運用が開始され、2012年時点において、20の通常運行路線と3つの特別運行路線がある。トラムの交通網は公共交通市場の約60%を占めている。115台のトラムが走行しており、市政府は2012年に新たに100台のトラムを購入する予定であると発表した。

### テミルタウ
テミルタウ市電は1路線運行されている。

## 高速道路
合計:
189,000km (2002)

舗装:
108,100km (2002)

未舗装:
80,900km (2002)

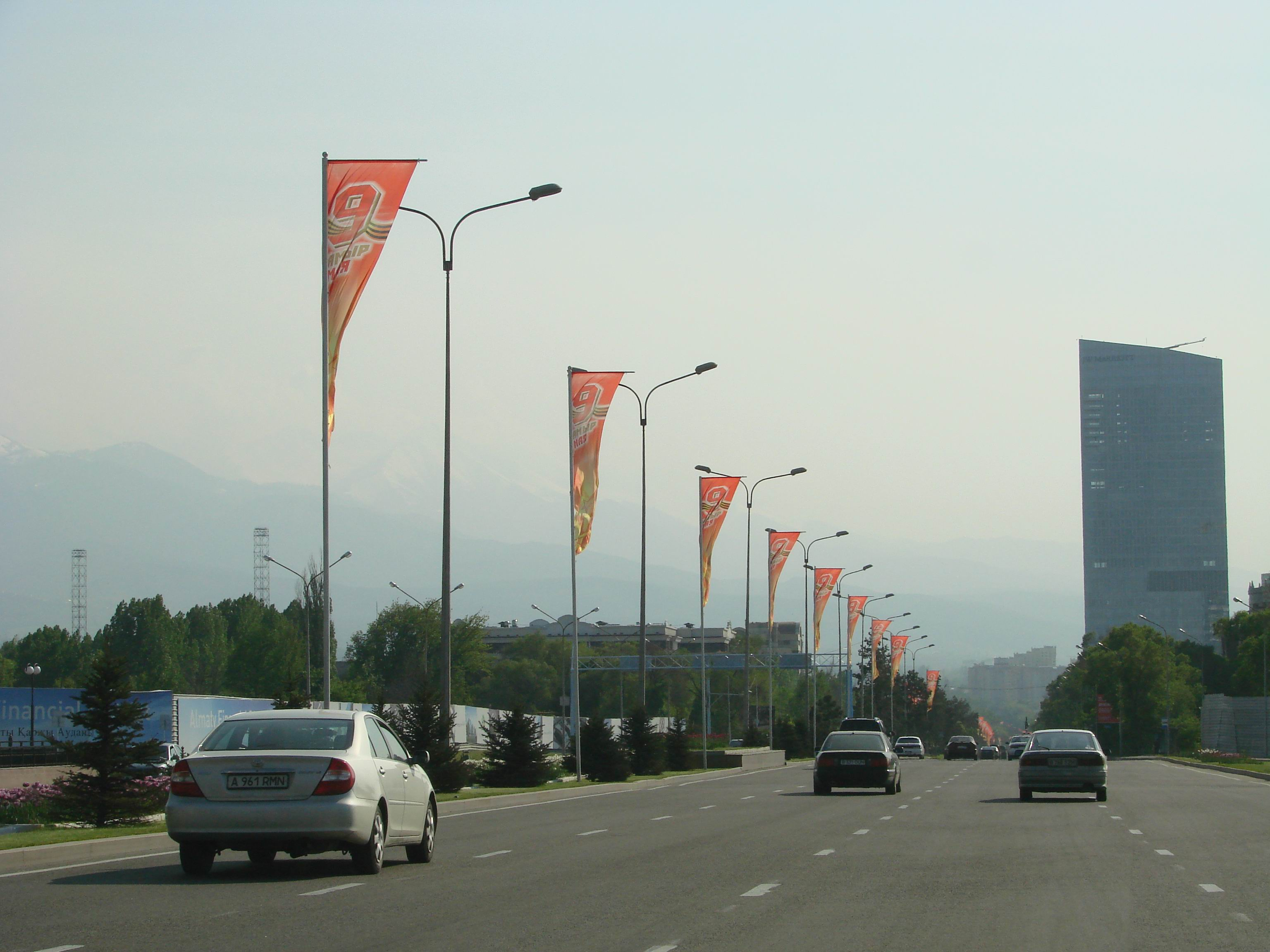
アルマトイの道路

CIAファクトブックによると、2008年時点において、カザフスタンには合計93,612kmの道路があり、舗装道路は84,100 km、未舗装道路は9,512 kmがある。
2011年5月時点において、カザフスタンには3,264,400の自動車が登録されている。カザフスタンには延べ96,000km以上の道路交通網があり、それらのほとんどは近代化や補修が必要である。
5つの国際道路がカザフスタンを通過しており、その合計は23,000kmである。
- M-36ハイウェイ: アルマトイ - アスタナ - コスタナイ (終点はチェリャビンスク)
- アルマトイ - ペトロパブル (終点はオムスク)
- M-38ハイウェイ: アルマトイ - セメイ - パヴロダル (終点はオムスク)
- M-39ハイウェイ: アルマトイ - シムケント (終点はタシュケント)
- M-32ハイウェイ: シムケント - アクトベ - オラル (終点はサマーラ)

2009年、カザフスタンは「西ヨーロッパ・中国西部高速道路」の建設を開始した。この事業は2013年に一部開通した。高速道路の総延長は8445kmであり、この内2,787kmがカザフスタン内を通過している (アクトベ州、クズロルダ州、南カザフスタン州、ジャンブール州、アルマトイ州)。アスファルト・コンクリート舗装の厚さは80cmであり、高速道路の期待耐久年数は大規模オーバーホールなしで25年とされている。上限速度は120km/hに設定されている。この高速道路には河川を超えるための複数の橋、道路維持施設、バスの停留所エリア、家畜輸送用道路、電飾看板の建設が含まれている。この高速道路建設と同時に高速道路と接続する国内道路の補修と建設も行われる。
2015年、同国から ロシアに拠点を置く企業「ロシア持株会社」が考案した カザフスタン～ロシア～ベラルーシ （ロシア・オレンブルク州の対カザフ国境（通過ポイントはサガルチン)から、スモレンスク州の対ベラルーシ国境まで）の3ヶ国間を結ぶ有料道路を建設するプロジェクトが浮上している。

## パイプライン
縮合系 658km; 天然ガス 12,317km; 石油 11,201km; 加工製品 1,095km; 水 1,465km (2010)

## 水路と水上交通
シルダリヤ川沿いに4,000km (約80％)、残りがイルティシュ川沿いに存在する。(2010)

## 港湾

### カスピ海
- アクタウ (シェフチェンコ) - 終点 1524mm
- アティラウ (グルイェフ) - 終点 1524mm

### 河川
- オスケメン (ウスト・カメノゴルスク)
- パヴロダル
- セメイ (セミパラチンスク)

### 商船
合計: 11
種別: 貨物1, 石油タンカー 8, 冷蔵貨物1, 特殊タンカー1
外国所有: 3 (オーストリア1, アイルランド1, トルコ1) (2010)

## 空港
2012年時点において、カザフスタンには合計97の空港が有るが、2001年時点では合計449の空港が存在していた。
国内の広大な領土やそれに伴う各都市間の長大な距離により、航空は国内旅行において非常に重要なファクターとなっている。

### 空港 - 舗装
合計: 64
- 3,047m以上: 10
- 2,438～3,047m: 25
- 1,524～2,437m: 16
- 914～1,523m: 5
- 914m以下: 8 (2012)

### 空港 - 未舗装
合計: 33
- 3,047m以上: 5
- 2,438～3,047m: 7
- 1,524～2,437m: 3
- 914～1,523m: 5
- 914m以下: 13 (2012)

### ヘリポート
合計: 3 (2012)

## 航空
アスタナ航空はカザフスタンの大手航空会社である。アスタナ航空 (カザフ語: Эйр Астана) はカザフスタン共和国の主要航空会社かつフラッグ・キャリアであり、アルマトイを拠点としている。メインのハブ空港であるアルマトイ国際空港と第2ハブ空港であるヌルスルタン・ナザルバエフ国際空港、アティラウ空港からは国内外合わせて56都市に定期便を運用している。アスタナ航空はカザフスタンの政府系ファンドであるサムルク・カズィナ (51%) とBAEシステムズPLC (49%) が出資して設立されたジョイントベンチャー企業である。アスタナ航空は2001年10月に設立され、2002ン円5月15日に商業運行を始めた。2012年の世界航空会社アワードがイギリスのファーンボロー国際航空ショーとして開催され、アスタナ航空は「中央アジア・インド最良航空会社」として表彰を受けた。

### 就航地

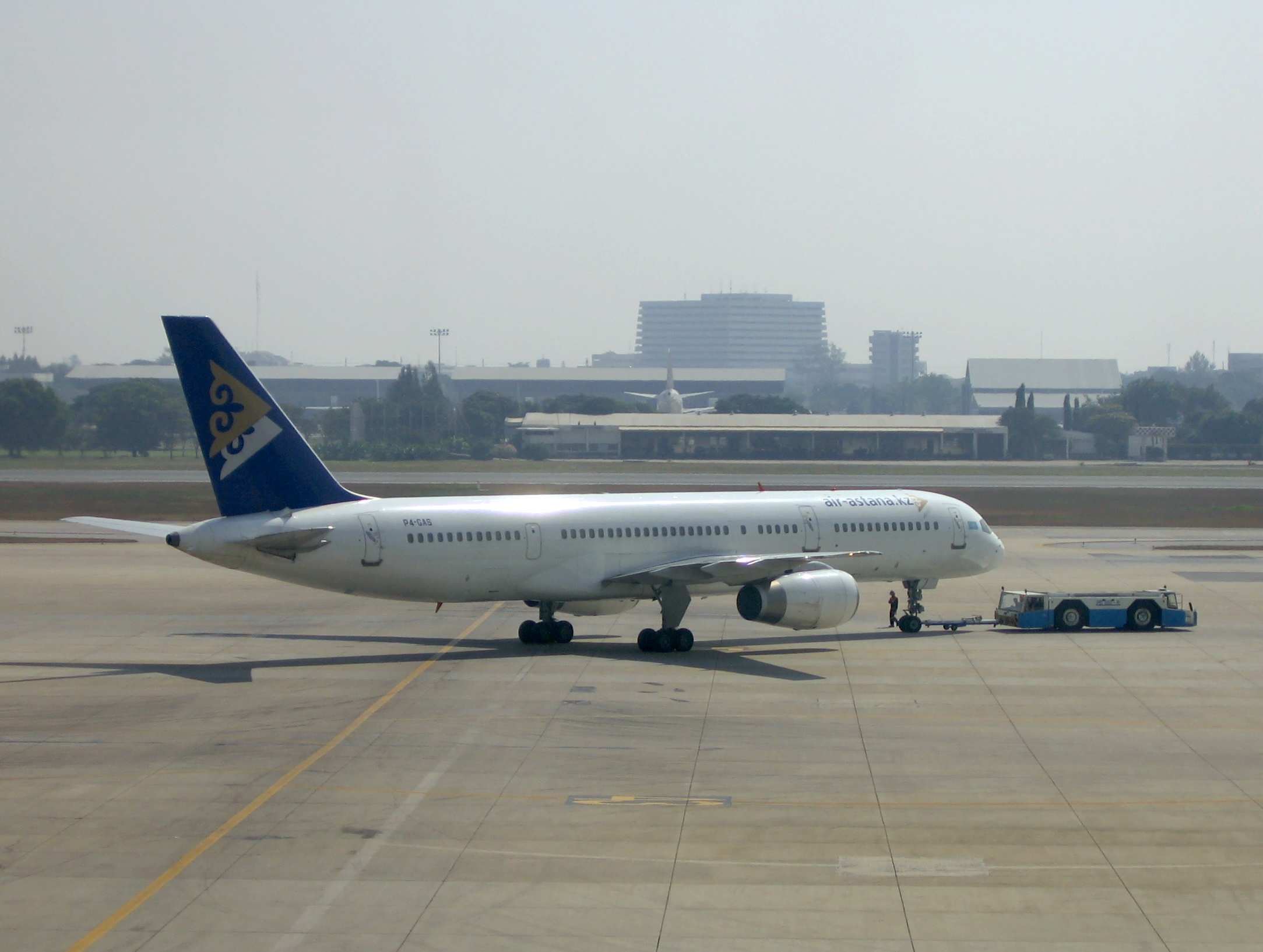
アスタナ航空のボーイング757航空機、バンコクのスワンナプーム国際空港

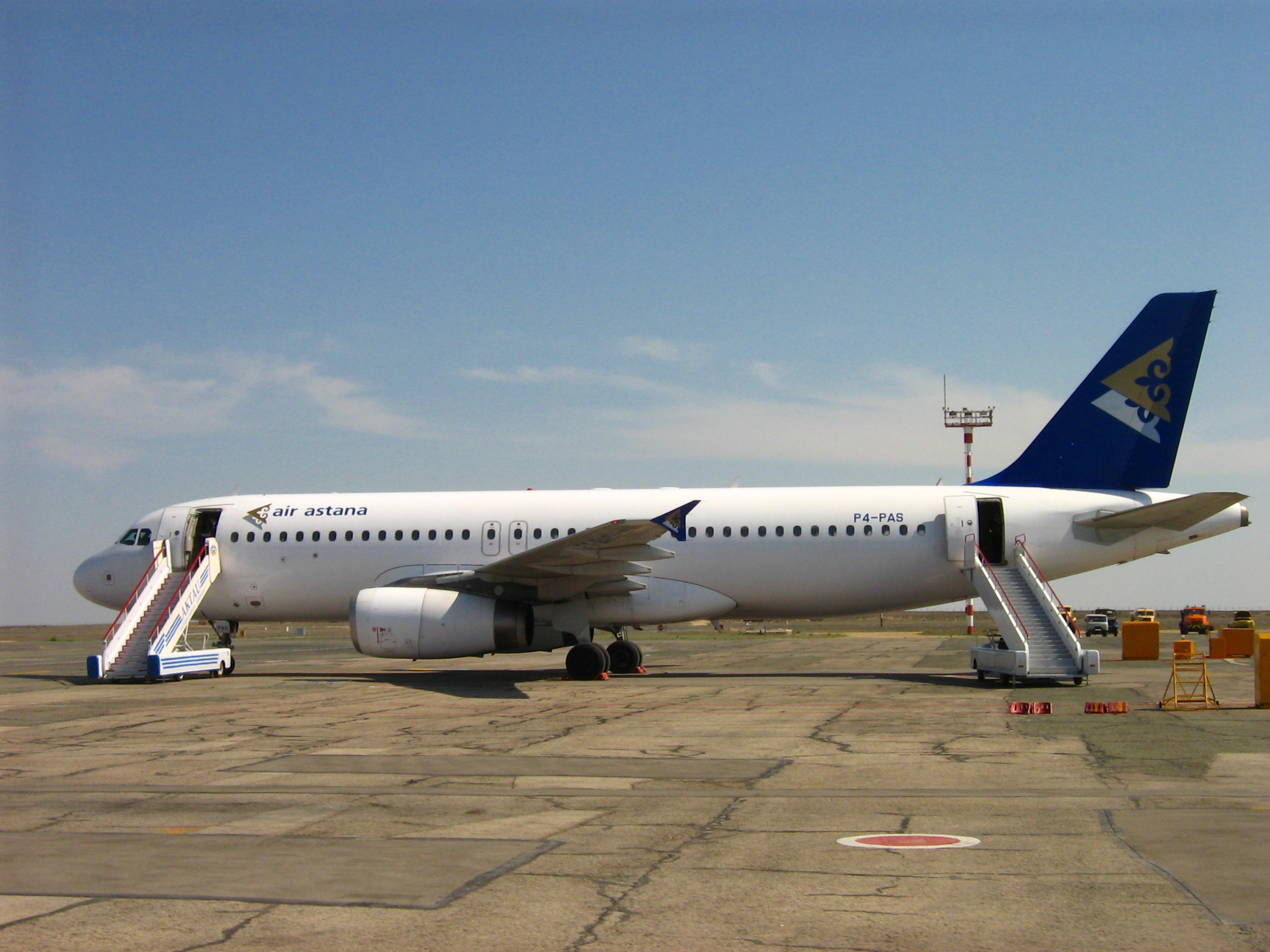
アスタナ航空のエアバスA320航空機、アクタウ空港

2009年4月時点において、アスタナ航空は以下の都市へと国内便、国際便を運用している。

### 国内
- - アクタウ (アクタウ空港)
  - アクトベ (アクトベ空港)
  - アルマトイ (アルマトイ国際空港) (ハブ空港)
  - アティラウ (アティラウ空港)
  - カラガンダ (サリ・アルカ空港)
  - コスタナイ (コスタナイ空港)
  - クズロルダ (クズロルダ空港)
  - アスタナ (ヌルスルタン・ナザルバエフ国際空港) (ハブ空港)
  - オラル (オラル空港)
  - オスケメン (オスケメン空港)
  - パヴロダル (パヴロダル空港)
  - ペトロパブル (ペトロパブル空港)
  - セメイ (セメイ空港)
  - シムケント (シムケント国際空港)
  - ジェズカズガン (ジェズカズガン空港)

### アジア
- 中国
  - 北京 (北京首都国際空港)
  - ウルムチ (ウルムチ地窩堡国際空港)
- インド
  - デリー (インディラ・ガンディー国際空港)
- キルギス
  - ビシュケク (マナス国際空港)
- 韓国
  - ソウル (仁川国際空港)
- タイ
  - バンコク (スワンナプーム国際空港)
- アラブ首長国連邦
  - ドバイ (ドバイ国際空港)
- マレーシア
  - クアラルンプール (クアラルンプール国際空港)

### ヨーロッパ
- アゼルバイジャン
  - バクー (ヘイダル・アリエフ国際空港)
- ドイツ
  - フランクフルト (フランクフルト空港)
- オランダ
  - アムステルダム (アムステルダム空港)
- ロシア
  - モスクワ (シェレメーチエヴォ国際空港)
  - ノヴォシビルスク (トルマチョーヴォ空港)
- トルコ
  - アンタルヤ (アンタルヤ国際空港)
  - イスタンブール (アタテュルク国際空港)
- イギリス
  - ロンドン (ロンドン・ヒースロー空港)